# Campeonato Paraibano de Futebol de 1939
O Campeonato Paraibano de Futebol de 1939 foi a 30ª edição do campeonato, organizado e dirigido pela Liga Desportiva Parahybana. Contou com a participação de 7 times e ao final o Auto Esporte Clube, de João Pessoa conquistou o seu primeiro título estadual. Esta edição também contou pela primeira vez com o Treze Futebol Clube, que fez a sua estreia no estadual da Paraíba, se sagrando vice-campeão do torneio.

## Participantes
O campeonato estadual de 1939 contou com 7 participantes, foram eles:
| Clube                  | Cidade         |
| ---------------------- | -------------- |
| Auto Esporte Clube     | João Pessoa    |
| Botafogo Futebol Clube | João Pessoa    |
| Brazil Esporte Clube   | João Pessoa    |
| Esporte Clube União    | João Pessoa    |
| Felipeia Esporte Clube | Bayeux         |
| Palmeiras Sport Club   | João Pessoa    |
| Sport Club João Pessoa | João Pessoa    |
| Treze Futebol Clube    | Campina Grande |

## Vencedor
| Campeonato Paraibano de Futebol de 1939 |
| --------------------------------------- |
| Auto Esporte Clube Campeão (1º título)  |